# 지곡로 (포항시)
지곡로(Jigok-ro)는 대한민국 경상북도 포항시 남구 효자동에서 지곡동을 거쳐 연결하는 도로이다.
2009년 12월 1일 도로명 주소 사업에 인해 지곡로로 지정되었다.

## 노선 구간
- 삼거리 명칭 미상
  - 효자동1번길
- 삼거리 명칭 미상
  - 효자동7번길
    - 지곡승리아파트
    - 포항제철서초등학교
- 승리교차로
  - 효자로
    - 포스텍GIFT철강대학원
    - 한국로봇융합연구원
    - 생명공학연구소
    - 포항금속소재산업진흥원
    - 지곡연구동
    - 포항제철동초등학교
- 낙원교차로
  - 청암로
    - 낙원아파트
    - 포항공과대학교
    - 포스코인재개발원
    - 포항공대교수아파트
    - 포항제철공업고등학교
    - 포항제철중학교
- 신단지교차로
  - 지곡로212번길, 지곡로211번길
- 삼거리 명칭 미상
  - 포스코대로
    - 포스코한마당체육관
- 삼거리 명칭 미상
  - 지곡로260번길
    - 효자그린2차아파트
    - 지곡초등학교
    - 삼성그린아파트
    - 현대그린아파트
    - LG그린빌라
- 삼거리 명칭 미상
  - 연지로
- 원재교
  - 영일만대로
- 터널 명칭 미상
- 삼거리 명칭 미상
  - 지곡로211번길
- 삼거리 명칭 미상
  - 자명로

## 차로수
- 왕복 4~6차로